# Amsactarctia
Amsactarctia Berio, 1938,  é um género de traça pertencente à família Arctiidae.

## Espécies
- Amsactarctia pulchra (Rothschild, 1933)
- Amsactarctia radiosa (Pagenstecher, 1903)
- Amsactarctia venusta (de Toulgoët, 1980)